# عمر معوض
عمر سيد معوض محمد عبد الواحد (مواليد 1 يناير 2006) هو لاعب كرة قدم مصري يلعب في مركز الجناح لصالح الأهلي المصري.
سينضم عمر إلى ريال بيتيس في يناير 2025.

## المسيرة الكروية

### ريال بيتيس
أمضى عمر فترة تجريبية مع نادي ريال بيتيس من 14 يوليو 2023 إلى 11 أغسطس 2023. وكان المهاجم الشاب يبلغ من العمر 17 عامًا وقت تجربته مع فريق ريال بيتيس (ب) .
وبدا أن أداءه خلال فترة التجربة أثار إعجاب النادي الإسباني، لدرجة أنهم تقدموا بعرض لتوقيعه من الأهلي في سبتمبر 2023. إلا أنه أصيب بتمزق في الرباط الصليبي،  مما أدى إلى تعليق الصفقة.
وفي أكتوبر 2024، استؤنفت المفاوضات بين إدارة الأهلي وإدارة ريال بيتيس . وفي 16 أكتوبر 2024، تم الإعلان عن الصفقة عن طريق وكيل اللاعب.
ومن المقرر أن يصبح عمر سيد معوض ثاني لاعب مصري في ريال بيتيس بعد عمرو طارق،  الذي لعب للنادي لفترة وجيزة. كما سيكون ثالث لاعب مصري في الدوري الإسباني ، بعد فترة ميدو في سيلتا فيجو.